# Россохин, Андрей Владимирович
Россо́хин Андрей Владимирович  (род. 16 ноября 1961) — российский психолог, доктор психологических наук (2010), профессор, психоаналитик, титулярный член Парижского психоаналитического общества, действительный член Международной психоаналитической ассоциации . Заведующий кафедрой психоанализа и бизнес-консультирования НИУ ВШЭ. Автор и руководитель образовательных программ «Психоанализ и психоаналитическая психотерапия» и «Психоанализ и психоаналитическое бизнес-консультирование». Главный редактор журнала «Журнал клинического и прикладного психоанализа».

## Биография
Андрей Россохин родился 16 ноября 1961 года. В 1984 году окончил физико-технический факультет Московского института электронной техники по специальности «Автоматика и электроника», в 1993 году — факультет психологии Московского государственного университета им. М. В. Ломоносова.
Женат.

## Карьера
Работал научным сотрудником отделения психологии Института физико-технических проблем Академии наук СССР (1985—1989), затем заведовал лабораторией психологии воздействия Всесоюзного научно-исследовательского института энергоинформационных проблем. Проводил психотерапию с ликвидаторами последствий аварии на Чернобыльской АЭС. Осуществлял научное руководство немецкими экспедициями, исследовавшими шаманские состояния сознания в Горном Алтае (1993), Туве и Хакасии (1994). Разработал психоаналитически ориентированную интерактивную психотерапию и интерактивные методики превентивного поведения в кризисных и экстремальных ситуациях (1993). Основатель и директор Центра Современного Психоанализа в Москве (1995 по 2003). Зав. кафедрой клинического психоанализа Института Психоанализа (1996—2000). С 1994 по 2016 работал на факультете психологии МГУ им. М. В. Ломоносова, где в 2009 года защитил докторскую диссертацию на тему «Психология рефлексии изменённых состояний сознания». Профессор, руководитель магистерской программы «Клинический психоанализ и психоаналитическая психотерапия» на факультете психологии МГУ им. М. В. Ломоносова (2014—2016).
С 2011 года профессор, зав. кафедрой психоанализа и бизнес-консультирования на факультете психологии НИУ ВШЭ. Руководитель Магистерской программы «Психоанализ и психоаналитическое бизнес-консультирование» в НИУ ВШЭ (с 2012 по нв). Основатель и владелец консалтинговой компании Subcon Business Solutions(с 2014 г.). Руководитель Магистерской программы в НИУ ВШЭ «Психоанализ и психоаналитическая психотерапия» (с 2016 г. по нв). Обладатель наград «Лучшие преподаватели НИУ ВШЭ» 2013, 2014, 2015, 2016, 2018, 2019, 2020, 2021, 2022 годов.
Член Парижского психоаналитического общества (SPP) и Международной психоаналитической ассоциации с 2013 г. Титулярный член Парижского психоаналитического общества с марта 2020 г.
Президент Московского общества психоаналитиков (2019—2020). Президент Московской психоаналитической ассоциации (с 2020 г.).
Основатель и почетный президент Ассоциации психоаналитического коучинга и бизнес-консультирования.
Главный редактор журнала «Журнал клинического и прикладного психоанализа» НИУ ВШЭ.

## Программа «Психоанализ и психоаналитическое бизнес-консультирование»
В 2011 Андрей Россохин основал магистерскую программу «Психоанализ и психоаналитическое бизнес-консультирование» на факультете психологии НИУ ВШЭ. Цель программы — обучение применению методов прикладного психоанализа в бизнесе, а также ориентация на практику и личностный рост студентов, развитие у них лидерских навыков. Программа представляет собой высшее психологическое образование с акцентом на профессиональную подготовку психоаналитических Executive- и бизнес-коучей и бизнес-консультантов. А. В. Россохин является руководителем программы; научный руководитель программы — Манфред Кетс де Вриес.

### Книги
- 2000 — Россохин А.В. Антология современного психоанализа. — Психологический институт РАН Москва, 2000. — 487 с.[17]
- 2004 — Россохин А.В., Измагурова В.Л. Личность в измененных состояниях сознания. — Смысл Москва, 2004. — 544 с.[18]
- 2005 — Жибо А., Россохин А.В. Французская психоаналитическая школа. — Питер Москва. — 575 с.[19]
- 2007 — Россохин А.В., Качалов П.В. Уроки французского психоанализа. — М.: Когито-Центр, 2007. — 560 с.[20]
- 2010 — Россохин А. В. Рефлексия и внутренний диалог в измененных состояниях сознания. Интерсознание в психоанализе. — Когито-Центр М, 2010. — 304 с.[21]